# Solar (romanzo)
Solar è un romanzo di Ian McEwan appartenente al filone climate fiction, pubblicato per la prima volta in Gran Bretagna il 18 marzo del 2010.
Scritto con tono ironico, il libro ha vinto nel 2010 il Bollinger Everyman Wodehouse Prize. 

## Trama
Il romanzo è suddiviso in tre parti. Ambientato tra il 2000 e il 2009 la storia segue il protagonista, Michael Beard, fisico vincitore del premio Nobel, delineandone tutti i difetti in una serie interminabile di situazioni comiche: egoista, megalomane, è un vero e proprio sfruttatore della sua reputazione, ingordo, arrivando a incassare grosse compensazioni economiche per delle conferenze, e adultero incallito, nonostante le cinque mogli. Quando la sua carriera professionale si andrà ad incrociare con la sua vita privata, ormai uomo di mezz'età, si ritrova, suo malgrado, a trovare la soluzione per salvare il pianeta dal disastro ecologico e anche, sul piano personale, l'opportunità di riscattarsi moralmente.

### 2000
Michael Beard è a capo di un fittizio "Centro di Ricerca per le Energie Rinnovabili" nella città britannica di Reading. Lo scienziato ha poca fiducia nel progetto e si vede in primo luogo come uno svogliato e dispotico burocrate. Al contrario il suo braccio destro, il giovane e brillante ricercatore Tom Aldous, crede molto nella ricerca. Beard, ingordo di cibo e di sesso, è infedele alla sua quinta moglie, Patrice, proprio come lo era stato nei suoi precedenti matrimoni. Durante un viaggio nell'Artico, che ha organizzato con l'ente di ricerca sui cambiamenti climatici, arriva alla conclusione che Patrice è l'unica donna che lui possa amare e decide di recuperare il loro matrimonio. Al suo ritorno a casa però Beard scopre che sua moglie ha avuto una relazione con il suo giovane collega Tom Aldous. Durante uno scontro tra Beard e Aldous quest'ultimo muore in uno strano incidente e Beard, inconsapevolmente, eredita la ricerca del giovane ricercatore, che consiste in pannelli fotovoltaici più performanti che ricreano la fotosintesi in maniera artificiale. 

### 2005
Nonostante una risonanza negativa sui media per l'oscuro episodio della morte di Tom Aldous, che gli è costato anche il lavoro al "Centro di Ricerca per le Energie Rinnovabili", Michael Beard accresce la sua reputazione come campione nello sviluppo e diffusione dell'energia rinnovabile. Si è costruito una nuova vita lavorativa, in una società che sviluppa il "suo" progetto fotosintesi artificiale, e privata, con Melissa, una ragazza più giovane di lui, con cui ha una stabile relazione. Il rapporto entra in crisi da quando lei, incalzata da proprio orologio biologico, inizia a chiedergli insistentemente un figlio. Sempre più grasso e ingordo di cibo, un giorno Beard scopre che Melissa, ingannandolo, è rimasta incinta di lui.

### 2009
Sempre più grasso, e preoccupato per il polso dolorante, a 62 anni sta raggiungendo l'apice della sua carriera. L'impianto fotovoltaico è nella fase finale di costruzione a Lordsburg, nel New Mexico, dove vive una nuova relazione con un'altra ragazza, Darlene, una cameriera. Alla vigilia della cerimonia di apertura per il suo impianto di energia solare i fantasmi del suo passato torneranno a fargli visita: Melissa e sua figlia di tre anni, Catriona, arrivano in New Mexico per evitare che la giovane Darlene lo convinca definitivamente a sposarla, un avvocato gli dice di avere la prova che il brevetto era un'idea del defunto Aldous, il suo medico gli conferma che la lesione sulla mano è un cancro, il suo socio lo ha abbandonato lasciandolo con svariati milioni di dollari di debiti e la centrale elettrica è stata sabotata. Consapevole che la scoperta possa veramente salvare il mondo, nell'ultima scena vedendo sua figlia sente una strana sensazione di pressione sul cuore. Forse il principio di un infarto.

## Edizioni
- (EN) Ian McEwan, Solar, 1ª ed., Random House, 2010,  pp. 304, ISBN 9781407054469.
- Ian McEwan, Solar, traduzione di Susanna Basso, Torino, Einaudi, 2010,  p. 339, ISBN 978-88-06-20378-8.
- Ian McEwan, Solar, legge: Romano De Colle, Feltre: Centro Internazionale del Libro Parlato, 2011